# حمود محمد عباد
حمود محمد حمود عباد ولد في محافظة ذمار 1960م. وشغل منصب وزير الأوقاف لعدة مرات وكان اخرها في حكومة باسندوة 7 ديسمبر 2011 يشغل حاليا منصب أمين العاصمة صنعاء الواقعة تحت سيطرة الحوثيين.

## المؤهلات العلمية
1. - حصل على شهادة بكالوريوس اقتصاد وعلوم سياسية من كلية التجارة جامعة صنعاء 1986م.
2. - حصل على دبلوم دراسات عليا سياسة دولية جامعة صنعاء 1988م ودبلوم دراسات عليا تربية كلية التربية جامعة صنعاء 1991م.
3. - وكيل وزارة الشباب والرياضة ونائب رئيس اللجنة الأولمبية.
4. - حاز عضوية اللجنة الإستراتيجية العربية للشباب الكشافة العرب.

## المناصب التي تولاها
- - عين وزيراً للأوقاف والإرشاد في مايو 2003م.
- - أعيد تعيينه في نفس المنصب 11 فبراير 2006م.
- - عين وزيراً للشباب والرياضة في التشكيل الحكومي الجديد المعلن في 5 إبريل 2007م.
- - عين وزيراً للأوقاف والإرشاد في 13 مارس 2011م.
- - أعيد تعيينه وزيراً للأوقاف والإرشاد في حكومة الوفاق الوطني في 7 ديسمبر 2011.
- - تم تعيينه محافظاً لمحافظة ذمار في ديسمبر 2014.
- تم تعيينه أميناً للعاصمه في عام 2016 ولايزال يشغل هذا المنصب